# Sławkowska Kopa
Sławkowska Kopa (słow. Slavkovská kopa) – masyw mający cztery wierzchołki, z których najwyższy osiąga wysokość 2350 m n.p.m. Znajduje się on w Sławkowskiej Grani w słowackiej części Tatr Wysokich. Od Skrajnej Sławkowskiej Czuby oddzielony jest Skrajną Sławkowską Ławką, a od bloku szczytowego Sławkowskiego Szczytu oddziela go szeroka Jamińska Przełęcz. Na żaden z wierzchołków Sławkowskiej Kopy nie prowadzą żadne znakowane szlaki turystyczne.
Wierzchołkami masywu są:
- Wielka Sławkowska Kopa (2350 m, wierzchołek główny),
- Mała Sławkowska Kopa (drugi co do wysokości),
- Skrajna Sławkowska Kopa (powyżej Jamińskiej Przełęczy),
- Zadnia Sławkowska Kopa (powyżej Skrajnej Sławkowskiej Ławki).

Te cztery wierzchołki oddzielone są trzema przełęczami: Wyżnią, Skrajną i Zadnią Sławkowską Szczerbiną. Ponadto w masywie tym znajduje się Jamińska Turniczka, która oddzielona jest od Małej Sławkowskiej Kopy Jamińską Szczerbiną.
Od Wielkiej Sławkowskiej Kopy w kierunku północnym odgałęzia się boczna grań – Warzęchowy Filar, oddzielający Nowoleśną Kotlinę od Jaminy. Najbliżej masywu Sławkowskiej Kopy znajduje się w nim Wielka Warzęchowa Strażnica, oddzielona Warzęchowym Przechodem.

## Historia
Pierwsze wejścia turystyczne:
- Alfred Martin, 1 czerwca 1905 r. – letnie,
- Władysław Krygowski, 13 marca 1928 r. – zimowe[2].